# DHC Waasmunster
Ne pas confondre avec le HKW Waasmunster le club masculin de la ville de Waasmunster.
Maillots
Le DHC Waasmunster est un club belge de handball féminin, situé à  Waasmunster, le club possède trois équipes dont la première qui évolue en première division nationale, la deuxième évolue quant à  elle en Liga et la troisième évolue en Promotion Flandre-Orientale/Flandre Occidentale.

## Création
Le DHC Waasmunster a été fondé en 1993, il obtient ainsi le matricule 403.

## Histoire
Le DHC Waasmunster est connu comme un des grands club de handball féminin, en 2011 le club monte en Division 1 rivalisant avec les meilleures équipes du pays.

## Repère historique
- 1993: Fondation du club.
- 2005: La première équipe est en finale des play-offs de Division 2, la deuxième équipe est quant à elle championne de Promotion Flandre orientale, les minimes sont champion de Flandre orientale et les préminimes sont champion de Belgique.
- 2006: La première équipe est en finale des play-offs de Division 2 et est finaliste de la Coupe de Belgique et les préminimes sont champion de Flandre.
- 2007: Les minimes sont champion de Flandre.
- 2008: La deuxième équipes est championne de Promotion Flandre orientale, la deuxième équipe est quant à elle deuxième de Promotion Flandre orientale, les minimes et les préminimes sont champion de Belgique.
- 2009: Les minimes sont champion de Belgique.
- 2010: La deuxième équipes est championne de Promotion Flandre orientale.
- 2011: La première équipe est championne de Division 2 et monte ainsi en Division 1, la deuxième équipe est championne de Promotion Flandre orientale et les cadettes sont champion de Flandre.
- 2012: La première équipe finit huitième de Division 1.
- 2013: La première équipe finit sixième de Division 1, les minimes et les préminines sont champion de Flandre orientale[1].

## Parcours de la première
| Saison    | Division   | Classement | Coupe de Belgique |
| 2010-2011 | Division 2 | 1          | ?                 |
| 2011-2012 | Division 1 | 8          | ?                 |
| 2012-2013 | Division 1 | 6          | ?                 |
| 2013-2014 | Division 1 | .          |                   |

.

## Palmarès
Le tableau suivant récapitule les performances du Dames Handbal Club Waasmunster dans les diverses compétitions belges et européennes.
| Compétitions internationales | Compétitions nationales |
|                              | - Division 1 - Sixième: 2012-2013 - Division 2 (1) - Premier : 2010-2011 - Promotion Flandre-Orientale (3) - Premier : 2004-2005, 2007-2008, 2009-2010 |